# Miguel Zandomeni
Miguel Zandomeni (Paraná, Entre Ríos, 16 de noviembre de 1967) es un entrenador y exjugador profesional de baloncesto argentino. 

## Carrera como jugador

### Clubes
Zandomeni comenzó a jugar al baloncesto en las divisiones formativas del Paraná Rowing Club, siendo más tarde reclutado por Echagüe. Con 1,97 metros de altura, se desempeñaba en la posición de alero. 
Entre 1985 y 1992 jugaría para ese equipo en la primera y segunda división del baloncesto profesional argentino, habiendo también actuado durante la temporada 1989 de la LNB en Olímpico.
Luz y Fuerza de Posadas lo fichó en el invierno de 1993. Al año siguiente sería una de las figuras y el capitán del plantel dirigido por Rubén Magnano que se consagró campeón del Torneo Nacional de Ascenso. Tras jugar la temporada 1995-96 de la LNB con los misioneros, el alero pasó por Estudiantes de Olavarría, Olimpia de Venado Tuerto y Belgrano de San Nicolás, antes de volver al TNA para jugar con Ben Hur y Echagüe.
En 2002 retornó a Misiones como ficha de Tokio que militaba en la Liga C. 

### Selección de Entre Ríos
Zandomeni estuvo presente en varias ediciones del Campeonato Argentino de Básquet en representación de Entre Ríos, selección con la que conquistó el título en 1989.

### Selección nacional
Zandomeni integró la selección juvenil de baloncesto de Argentina en 1986.

## Carrera como entrenador
Tras abandonar la práctica competitiva del baloncesto, Zandomeni permaneció en Misiones con la intención de hacer su aporte al desarrollo del deporte local. Por ello fue cofundador y comisionado de la Liga Comercial de Básquetbol, un torneo de aficionados de mucha convocatoria. Asimismo trabajó como entrenador de Unión de Posadas y de Oberá. Con ese último club sufrió un grave accidente en la ruta en 2003, cuando el autobús en el que el equipo se desplazaba chocó contra una camioneta en Corrientes.
En 2006 volvió a Tokio para asumir como jugador-entrenador del equipo, al cual condujo hacia la victoria en el Campeonato Provincial de Básquetbol de Misiones. Posteriormente también dirigiría a Bartolomé Mitre.
Durante ese periodo, Zandomeni fue también entrenador del seleccionado de Misiones que compitió en el Campeonato Argentino de Básquet.
En 2009 se instaló en Paraguay, donde trabajó como entrenador de los clubes San Juan de Encarnación y Área 4 de Ciudad del Este, como también de asistente técnico de Jorge Cortez en Sacachispas de la Liga Nacional de Básquetbol. 
Regresó a su país para asumir la conducción de Cataratas Básquet, un club de la localidad misionera de Puerto Iguazú.
En 2011 se incorporó a Echagüe para hacerse cargo del equipo de reserva. Al año siguiente se convirtió en entrenador general del Paraná Rowing Club. Zandomeni ofició de asistente del entrenador Ignacio Barsanti en Echagüe durante el tramo final de la temporada 2014-15 del TNA.

## Vida privada
Miguel Zandomeni es padre del baloncestista Franco Zandomeni.